# Lysova
L'isola Lysova o isola di Lysov (in russo: остров Лысова, ostrov Lysova) è una delle isole Medvež’i, un gruppo di 6 isole nel mare della Siberia orientale, Russia. Amministrativamente appartiene al Nižnekolymskij ulus della Repubblica autonoma di Sacha-Jacuzia.

## Geografia
L'isola è situata nella parte centrale del gruppo a 68 km dalla terraferma. Si trova 3,3 km a sud dell'isola Leont’eva. Andreeva ha una forma allungata da nord a sud con 2,8 km di lunghezza e 1,2 km di larghezza; l'altezza massima è di 35 m. Le coste sono scoscese, alte fino a 17 m.

## Storia
Mappata dalla spedizione (1769-1771) dei sottufficiali Ivan Leont'ev, Ivan Lysov e Aleksej Puškarëv, ha preso il nome di Ivan Lysov.